# (12629) Jandeboer
(12629) Jandeboer est un astéroïde de la ceinture principale.

## Description
(12629) Jandeboer est un astéroïde de la ceinture principale. Il fut découvert le 25 mars 1971 à l'observatoire Palomar par Cornelis Johannes van Houten, Ingrid van Houten-Groeneveld et Tom Gehrels. Il présente une orbite caractérisée par un demi-grand axe de 2,42 UA, une excentricité de 0,13 et une inclinaison de 11,8° par rapport à l'écliptique.

## Compléments